# 2. november
2. november je 306. dan leta (307. v prestopnih letih) v gregorijanskem koledarju. Ostaja še 59 dni.

## Dogodki
- 676 – Don postane papež
- 1721 – Peter I. Veliki se razglasi za ruskega carja
- 1798 – zaseženo premoženje francoske katoliške cerkve
- 1889 – Severna in Južna Dakota se pridružita ZDA
- 1914 – Prva svetovna vojna: Carska Rusija napove vojno Otomanskemu imperiju
- 1917 – z Balfourjevo deklaracijo Združeno kraljestvo obljubi judovsko državo v Palestini
- 1930 – Haileja Selassieja okronajo za etiopskega cesarja
- 1931 – podjetje DuPont naznani izum sintetične gume
- 1938 – Madžarska zasede del slovaškega ozemlja
- 1942 – Druga svetovna vojna: Začne se »operacija supercharge«, zadnja faza zavezniške ofenzive v bitki pri El Alameinu, Hitler prepove Rommlu umik, s tem odloži poraz za en dan, škoda pa je neprimerno večja
- 1979 – iranski študentje začno z zasedbo ameriškega veleposlaništva v Teheranu
- 2000 – na mednarodno vesoljsko postajo prispe prva posadka

## Rojstva
- 1082 – cesar Huizong, kitajski cesar iz dinastije Song († 1135)
- 1235 – Henrik Almainški, angleški princ († 1271)
- 1287 – Nasr, emir Granade († 1322)
- 1299 – Alfonz IV., aragonski kralj († 1336)
- 1739 – Karl Ditters von Dittersdorf, avstrijski skladatelj in violinist († 1799)
- 1755 – Marija Antoaneta, francoska kraljica († 1793)
- 1766 – Johann Josef Wenzel Radetzky, avstrijski general († 1858)
- 1795 – James Knox Polk, ameriški predsednik († 1849)
- 1815 – George Boole, angleški matematik, logik in filozof († 1864)
- 1844 – Mehmed V., turški sultan († 1918)
- 1847 – Georges Sorel, francoski anarhist († 1922)
- 1861 – Maurice Blondel, francoski filozof († 1949)
- 1865 – Warren G. Harding, ameriški predsednik († 1923)
- 1885 – Harlow Shapley, ameriški astronom († 1975)
- 1892 – Paul Abraham, madžarski skladatelj († 1960)
- 1897 – Jacob Aall Bonnevie Bjerknes, norveško-ameriški meteorolog, fizik († 1975)
- 1899 – Peter Aufschnaiter, avstrijski alpinist, popotnik († 1973)
- 1902 – Čoro Škodlar, slovenski slikar, restavrator, novinar († 1996)
- 1906 – Luchino Visconti, italijanski filmski režiser († 1976)
- 1911 – Odiseas Elitis, grški pisatelj, nobelovec 1979 († 1996)
- 1913 – Burt Lancaster, ameriški filmski igralec († 1994)
- 1929 – Richard Edward Taylor, kanadsko-ameriški fizik, nobelovec 1990 († 2018)
- 1932 – Melvin Schwartz, ameriški fizik, nobelovec 1988 († 2006)
- 1946 – Alan Jones, avstralski dirkač F1
- 1955 – Peter Bossman, slovenski zdravnik in politik ganskega rodu
- 1959 – Saïd Aouita, maroški atlet
- 1961 – Robert Harry Kuykendall - Bobby Dall, ameriški rock basist
- 1962 – Ron McGovney, ameriški nekdanji bassist iz Metallice
- 1963 – Borut Pahor, slovenski politik
- 1976 – Thierry Omeyer, francoski rokometaš
- 1978 – Nelly, ameriški raper

## Smrti
- 303 – Viktorin Ptujski, svetnik, rimski pisatelj (* okoli 250)
- 1006 – Ema Mělniška, češka vojvodinja žena (* okoli 948)
- 1083 – Matilda Flandrijska, angleška kraljica, soproga Vilijema I. (* 1031)
- 1148 – Sveti Malahija, irski nadškof Armagha, posthumno prerok (* 1094)
- 1171 – Jakob Bar-Salibi, predstavnik jakobitske monofizitske cerkve
- 1208 – Bruno IV. iz Sayna, kölnski nadškof (* 1165)
- 1285 – Peter III., aragonski in sicilski kralj (* 1240)
- 1289 – Giovanni Dandolo, beneški dož
- 1327 – Jakob II., aragonski kralj (* 1267)
- 1664 – Jurij Gika, moldavski in vlaški knez  (* 1600)
- 1716 – Engelbert Kämpfer, nemški popotnik (* 1651)
- 1843 – Hirata Acutane, japonski šintoistični učenjak (* 1776)
- 1936 – Thomas Martin Lowry, angleški fizikalni kemik (* 1874)
- 1944 – Thomas Midgley ml., ameriški kemik, izumitelj (* 1889)
- 1950 – George Bernard Shaw, irski dramatik, pisatelj, nobelovec  1925 (* 1856)
- 1966:
  - Peter Joseph William Debye, nizozemsko-ameriški fizik, kemik (* 1884)
  - Mississippi John Hurt, ameriški pevec bluesa, kitarist (* 1893)
  - Sadao Araki, japonski general, državnik (* 1877)
- 1970 – Abraham Samojlovič Bezikovič, ruski matematik (* 1891)
- 1971 – Jakob Ukmar, slovenski duhovnik, filozof, teolog, poliglot in Božji služabnik (* 1878)
- 1975 – Pier Paolo Pasolini, italijanski pesnik, pisatelj, filmski režiser (* 1922)
- 1992 – Hal Roach, ameriški filmski režiser, pisatelj (* 1892)
- 2004 – Theo van Gogh, nizozemski filmski režiser (* 1957)
- 2014 – Veljko Kadijević, upokojeni general JLA (* 1925)
- 2021 – Patricija Šulin, slovenska političarka in evropska poslanka (* 1965)

## Prazniki in obredi
- Latinska Amerika – dan mrtvih (špansko El Día de los Muertos)
- rastafarijanstvo - kronanje Hajla Selasija
- Rimskokatoliška cerkev - Spomin vseh vernih rajnih